# Wenger (Familienname)
Wenger ist ein deutscher Familienname.

## Namensträger
- Adolf Wenger (1893–1944), österreichischer Zugführer
- Albert Buss-Wenger (1862–1912), Schweizer Unternehmer
- Alex Wenger (* 1975), Schweizer Multimedia-Künstler und Autor
- Amélie Wenger-Reymond (* 1987), schweizerische Telemarkerin
- Andreas Wenger (* 1964), Schweizer Politikwissenschaftler
- Andrew Wenger (* 1990), US-amerikanischer Fußballspieler
- Arsène Wenger (* 1949), französischer Fußballtrainer
- Bernhard Wenger (* 1992), österreichischer Filmregisseur, Drehbuchautor und Filmproduzent
- Brahm Wenger (* 1953), französischer Komponist
- Christian Wenger (* 1925), Schweizer Skilangläufer
- Claudia Wenger (* 2001), österreichische Fußballspielerin
- Clemens Wenger (* 1982), österreichischer Jazzmusiker und Komponist
- Damien Wenger (* 2000), Schweizer Tennisspieler
- Dieter Wenger (1940–2025), deutscher Dekorateur, Bildhauer und Wagenbauer
- Ekkehard Wenger (* 1952), deutscher Wirtschaftswissenschaftler
- Emanuel Wenger (* 1953), österreichischer Mathematiker und Informatiker
- Emmerich Wenger (1902–1973), österreichischer Politiker (SPÖ)
- Erich Wenger (1912–1978), deutscher Geheimdienstmitarbeiter
- Ernst Wenger (Politiker) (1906–1985), Schweizer Grossrat und Tierparkgründer
- Ernst Wenger (1926–2022), Schweizer Eishockeyspieler und -trainer
- Esther Wenger (* 1958), deutsche Fernsehregisseurin und -produzentin
- Étienne Wenger (* 1952), Schweizer Sozialforscher
- Franz Wenger (* 1950), österreichischer Politiker (ÖVP), Bundesrat
- Georg Philipp Wenger (1701–1763), deutscher Baumeister
- Georges Wenger (* 1947), Schweizer Künstler
- Günter Wenger (* 1940), deutscher Brigadegeneral der Bundeswehr
- Heidi Wenger (1926–2010), Schweizer Architektin
- Heinz Wenger (1939–2018), deutscher Politiker (CSU), MdL
- Josef Wenger (1840–1903), österreichischer Sägewerksbesitzer und katholisch-konservativer Politiker
- Joseph N. Wenger (1901–1970), US-amerikanischer Konteradmiral der United States Navy
- Jürg Wenger, Schweizer Skeletonpilot
- Karin Wenger (* 1979), Schweizer Journalistin
- Kilian Wenger (* 1990), Schweizer Schwinger
- Klaus Wenger (1947–2012), deutscher Journalist und Historiker
- Lauren Wenger (* 1984), US-amerikanische Wasserballspielerin
- Leopold Wenger (1874–1953), deutscher Rechtshistoriker
- Lisa Wenger (1858–1941), Schweizer Künstlerin, Kinderbuchautorin und Malerin
- Livio Wenger (* 1993), Schweizer Eisschnellläufer
- Louis Wenger (1809–1861), Schweizer Politiker (FDP) und Architekt
- Nelly Wenger (* 1955), Generaldirektorin der Schweizer Landesausstellung Expo.02
- Otto Wenger (1910–1999), Schweizer Arzt und Politiker (FDP)
- Otto Paul Wenger (1919–1981), Schweizer Münzhändler
- Paul Wilhelm Wenger (1912–1983), deutscher Journalist und Publizist
- Percy Wenger (1918–1992), Schweizer Grafikdesigner, Plakatkünstler und Verleger
- Peter Wenger (Architekt) (1923–2007), Schweizer Architekt
- Peter Wenger (Fussballspieler) (1944–2016), Schweizer Fußballspieler
- Rico Wenger (1944–2002), Schweizer Politiker (SVP)
- Robert Wenger (1886–1922), deutscher Meteorologe, Geophysiker und Physiker
- Rosalia Wenger (1906–1989), Schweizer Autorin
- Rudolf Wenger (1831–1899), Schweizer Theologe
- Ruth Wenger (1897–1994), Schweizer Konzertsängerin und Künstlerin
- Susanne Wenger (1915–2009), österreichische Künstlerin
- Théo Wenger (1868–1928), Schweizer Messerfabrikant
- Tildy Grob-Wengér (1914–2012), Schweizer Bildhauerin, Malerin, Illustratorin und Grafikerin
- Ulrich Wenger (* 1944), Schweizer Skilangläufer
- Walter Wenger (Grafiker) (1906–1983), deutscher Schaufenstergestalter, Gebrauchsgrafiker, Illustrator und Amateur-Zauberkünstler
- Walter Wenger (Ringer) (1911–1990), Schweizer Ringer
- Wolfgang Wenger (* 1962), österreichischer Schriftsteller